# Marvel Heroes: Comic Book Creator
Marvel Heroes: Comic Book Creator es un videojuego de arte con licencia de Marvel Comics desarrollado y publicado por Planetwide Games para Microsoft Windows. Fue lanzado el 24 de noviembre de 2006.

## Contenido
Marvel Heroes: Comic Book Creator es un software de entretenimiento interactivo que permite al usuario combinar sus imágenes digitales, personajes, fondos, imágenes prediseñadas e imaginaciones de Marvel Heroes para crear su propio cómic personalizado de Marvel Heroes. El usuario puede arrastrar y soltar sus propias imágenes digitales de Marvel Heroes en una amplia selección de plantillas y tener su propio cómic de Marvel Heroes personalizado. El usuario puede agregar sus propias burbujas de texto con un clic del mouse. Marvel Heroes Comic Book Creator ha sido diseñado para dar al usuario la mayor libertad posible en la creación de sus cómics. El usuario puede optar por imprimir copias impresas de su cómic o exportar su creación a PDF, HTML, JPG.

## Recepción
GameZone escribió: "Perfecto para cualquier aspirante a artista o narrador de historias al que le gusten los héroes de acción. La facilidad de uso y la capacidad de crear rápidamente ese contenido de aspecto profesional es lo que coloca a este creador un paso por encima del resto".
Gaming Age escribió: "Personalmente, me decepcionó que no tuviera mucha libertad para crear un cómic de Marvel, como pretende el software, pero no puedo negar que llena otros nichos bastante bien".